# Baissea ochrantha
Espèce
Statut de conservation UICN

 EN B2ab(iii) : En danger
Baissea ochrantha  K.Schum. ex Stapf est une espèce de plante à fleurs de la famille des Apocynaceae et du genre Baissea, présente en Afrique tropicale.
C'est une liane grimpante.

## Distribution
Relativement rare, l'espèce a été observée principalement au Cameroun, où les premiers spécimens ont été collectés par Georg August Zenker en 1899 à Bipindi, également au Gabon.